# Ferdinand Rudio
Ferdinand Rudio   (Wiesbaden, 2 d'agost de 1856 - Zúric, 21 de juny de 1929) va ser un matemàtic suís d'origen alemany, que va ser el principal editor de les obres completes d'Euler.

## Vida i Obra
Rudio, fill d'un alt funcionari del ducat de Nassau, va fer els estudis secundaris a instituts de Wiesbaden. De 1874 a 1877 va estudiar al Politècnic de Zuric, primer enginyeria i després matemàtiques, i de 1877 a 1880 a la universitat de Berlín on es va doctorar en matemàtiques el 1880. Seguint els suggeriments del seu antic professor a Zúric, Carl Friedrich Geiser, va tornar al Politècnic, en el qual va ser professor des del 1881 fins al 1928, un any abans de la seva mort.
El 1897 va ser nomenat secretari general del congrés internacional de matemàtics que es va celebrar a Zuric, fent un discurs inaugural ple de fe en la professió. En morir Rudolf Wolf el 1893, es va fer càrrec de la biblioteca del Politècnic, convertint-la en una institució de referència i contribuint a la fundació de la Biblioteca Central de Zuric.
Rudio és recordat, sobre tot, per haver estat el iniciador de la publicació de les Obres Completes d'Euler, un projecte que es va iniciar tímidament amb una conferència que va pronunciar el 1883 per celebrar el centenari de la mort de l'il·lustre matemàtic suís, però que no va rebre un suport suficient fins al 1907, en el segon centenari del seu naixement. El propi Rudio va editar els dos volums de comentaris aritmètics i va coeditar tres volums més. El projecte es va allargar en el temps fins a arribar als 73 volums que tenia al final de l'any 2000.
A part d'aquesta obra ingent, Rudio va escriure sobre altres temes d'història de les matemàtiques i una biografia de Ferdinand Eisenstein.